# Pseudoeriosema longipes
Pseudoeriosema longipes là một loài thực vật có hoa trong họ Đậu. Loài này được (Harms) Hauman miêu tả khoa học đầu tiên.